# HSF1
Fator de choque térmico 1 é uma proteína que em humanos é codificada pelo gene HSF1.

## Função
O HSF1, assim como o gene relacionado HSF2, codifica uma proteína que se liga especificamente ao elemento de choque térmico e é altamente conservado em eucariotos e é o mediador primário das respostas transcricionais ao estresse proteotóxico, com papéis importantes na regulação não relacionada ao estresse, como o desenvolvimento e o metabolismo.